# عبد الله مهتدي
عبد الله مهتدي (بالكردية السورانية: عەبدوڵڵا موهتەدی؛ بالفارسية: عبدالله مهتدی) هو زعيم وأمين العام لحزب كومله في كردستان الإيرانية، من مواليد عام 1949 في مدينة بوكان غربي إيران، وبعد أن بدأ حياته السياسية لعب دورًا بارزًا في المقاومة الكردية ضد النظام الإيراني. هو أيضًا عضو في مجلس إدارة المجلس الانتقالي الإيراني (ITC). يُعرف في وسائل الإعلام الدولية بأنه محلل سياسي للشرق الأوسط، وخاصة الشؤون الجارية لإيران وكردستان الإيرانية. وهو أيضًا شخصية سياسية معروفة في إيران وكردستان، حيث استمر نشاطه السياسي لأكثر من 50 عامًا.
تدعو أفكار عبد الله مهتدي من أجل كومله الاشتراكية الديمقراطية إلى «إيران فدرالية ديمقراطية علمانية تعددية»، والحريات المدنية، وحقوق الإنسان، وقبل كل شيء الديمقراطية الاجتماعية. ركزت هذه الأفكار على تغيير النظام في إيران بدلاً من إقامة دولة كردية مع التركيز على تشكيل جبهة موحدة لجميع الجماعات العرقية مع تعبئة السكان الكرد في إيران.

## سيرة شخصية

### ملخص
انتقل والد عبد الله إلى طهران عندما فشلت جمهورية مهاباد. سرعان ما حصل عبد الله مهتدي على درجة البكالوريوس في إدارة الأعمال من جامعة طهران. في سن المراهقة، كان مهتدي مهتمًا جدًا بالشعر، ولكن بعد فترة تحول إلى السياسة وفي وقت قصير أصبح أحد الشخصيات السياسية في إيران وخاصة في كردستان. في أواخر الستينيات، انطلقت حركة ثورية في كردستان الإيرانية من قبل بعض النشطاء السياسيين في ذلك الوقت مثل سليمان معيني وإسماعيل شريف زاده ومله أوير وعائلة مهتدي التي ارتبطت ارتباطًا وثيقًا بالحركة، وخاصة شقيقه الأكبر صلاح الدين.
كان لهذه الحركة تأثير عميق على تشكيل مستقبل مهتدي لدرجة أنه عندما قُمعت، قرر مواصلة الحركة بطرق بديلة بمساعدة أصدقاء لهم نفس التفكير. مهتدي هو أحد دعاة الحركة اليسارية في كردستان الإيرانية، وفي الستينيات والسبعينيات من القرن الماضي أنشأ هو وبعض أصدقائه في نهاية المطاف منظمة يسارية في كردستان الإيرانية وأخذوها إلى الاختباء بعيدًا عن جهاز أمن الشاه. شاركت هذه المنظمة السرية في الثورة الإسلامية عام 1979 وأسست شكل حزبي سياسي في مارس 1979. إلى جانب حزب PDKI وجماعات أخرى أثناء التمرد الكردي في 1979 و1980. وذهبت الجماعة إلى المنفى في العراق عام 1983 لكنها تمكنت من تعليق العديد من الهجمات ضد إيران في أوائل التسعينيات. في سبتمبر 1983، خضعت المجموعة لتغييرات تنظيمية وشكلت نفسها كحزب شيوعي، وانضمت في النهاية إلى الحزب الشيوعي الإيراني، كجناحها الكردي. لكن مهتدي وجه انتقادات جدية للحزب الشيوعي الإيراني، الأمر الذي جعله يستنتج أن الشيوعية ليست بأي شكل أو صورة قادرة على تلبية مطالب الشعب الكردي، وخاصة في كردستان الإيرانية. لهذا السبب في عام 2000، قام هو وعدد من زملائه أعضاء الحزب بإصلاح حزب كومله وتسليحهم وتركوا الحزب الشيوعي الإيراني رسميًا.
تشتهر عائلة مهتدي بمكانتها النشطة منذ فترة طويلة في السياسة الكردية. نشأ عبد الله في عائلة شهيرة مليئة بذكريات زيارته للعديد من الناس، ومعظمهم من السياسيين والشعراء والكتاب في جميع أنحاء إيران وكردستان. كانت عائلة مهتدي بالفعل أسرة ذات نفوذ وثروة ومكانة كبيرة. والد الأسرة الحاج عبد الرحمن آغاي الخاني زاده كان وزيرا في جمهورية مهاباد الكردية عام 1946. انتقل إلى طهران عندما فشلت جمهورية مهاباد. في الخمسينيات من القرن الماضي قام بتغيير اسم العائلة إلى مهتدي، حيث قام بتدريس علم إلهيات [السني] في جامعة طهران.
في هذه الأوقات كان هناك اثنان فقط من علماء الدين السنة يدرسون في الجامعة وكلاهما من الكرد. والآخر هو الملا محمود مفتي، الابن الأكبر لعبد الله مفتي ووالد أحمد مفتاح زاده. بصرف النظر عن حياتهم المهنية فقد كان الأستاذان زميلان قريبان من بعضهما البعض خارج أبواب الجامعة وعندما تبع أحمد مفتاح زاده والده إلى طهران في عام 1958، طور أيضًا علاقات وثيقة مع عائلة مهتدي وانتهى به الأمر بالزواج من ابنة عبد الرحمن، خديجة، مما يعزز الروابط بين العائلتين. تحول ابنا عبد الرحمن صلاح الدين وعبد الله، اللذان نشآ في طهران، تدريجياً عن ديانات آبائهما إلى الأفكار الماركسية المتنامية بقوة. وكان من المقرر أن يصبحوا قادة حركة اليسار الكردية الراديكالية في كومله، التي اشتبكت عام 1979 مع مفتي زاده.

### النشأة والتدفق السياسي آنذاك
ولد عبد الله مهتدي في بوكان عام 1949 وانتقل إلى طهران عندما كان طفلاً بناءً على طلب والده. كان والد مهتدي عضوًا في كومله J.K وكان نشطًا في الحزب لفترة طويلة. بعد تأسيس جمهورية مهاباد اُنتخب وزيراً، وبعد هزيمة الحكومة الجديدة انتقلت العائلة إلى تبريز، لكنهم قرروا بعد فترة وجيزة الاستقرار في طهران، حيث كان رجل العائلة يدرس في جامعة طهران.
قبل ولادة مهتدي، اشتعل النشاط السياسي في إيران وكردستان بشدة. في كردستان هُزمت جمهورية مهاباد وأعدم قاضي محمد زعيم هذه الجمهورية وأعدم بالفعل معظم السياسيين أو سجنهم وتمكن عدد قليل منهم من الفرار إلى كردستان العراق. تمكنت قوة الشاه العسكرية من السيطرة على كردستان وكذلك المنطقة المجاورة لأذربيجان، حيث عانت جمهورية أذربيجان من نفس مصير جمهورية مهاباد. مع تولي مصدق منصبه من عام 1951 حتى عام 1953، أصبح النشاط السياسي أكثر انفتاحًا. تدريجيًا تمكن النشطاء السياسيون من الوصول إلى الأشخاص العاملين في كردستان العراق وإحياء روابطهم السياسية، واستمرت هذه العملية حتى وقف الملك في وجه الشعب بكل قوته وسقوط حكومة مصدق التي تورطت في تعطيل النشاط السياسي في كردستان مرة أخرى.  

### التعليم
كان مهتدي ينمو في هذه الفترة، في منزل كان تدفق النقاش السياسي فيه انتظامًا لا ينتهي. بعد الترحيل إلى طهران، التحق عبد الله بالمدرسة الابتدائية في مدرسة البرز، وبعد فترة وجيزة من تخرجه من المدرسة الثانوية، ذهب إلى جامعة طهران حيث بدأ دراسة إدارة الأعمال. بعد حصوله على درجة البكالوريوس في إدارة الأعمال من الجامعة، كان الشاب عبد الله مهتمًا جدًا بالشعر ولكن بعد فترة تحول إلى السياسة وبوقت قصير، كان في طريقه ليصبح أحد الشخصيات السياسية في إيران وخاصة في كردستان.
وعليه، كان والد مهتدي في كثير من الأحيان شخصية داعمة للشاب عبد الله، يحترم عقله ونزاهته. بحلول عامه الثالث في الكلية، لم تكن تعبيرات عبد الله الصاخبة المتزايدة عن الأفكار الماركسية مجرد مسألة اهتمام عارض بل بالأحرى جدول أعمال مشترك في مواضيع عائلته السياسية المعقدة. وبطبيعة الحال، ناقشوا الجوانب المختلفة لموضوعات مثل الصراع الطبقي والتراث القبلي والتقدم الاجتماعي في كردستان والدور المناسب للدين في المجتمع. ومع ذلك، تملي التقاليد الثقافية والعائلية أن نغمة المحادثة لم تشبه أبدًا نقاشًا عدائيًا.
جنبا إلى جنب مع مجموعة بما في ذلك مهتدي وستة طلاب الكرد الآخرين الذين كانوا يعيشون في طهران مثل فؤاد مصطفى سلطاني، مصلح الشيخ الإسلام، شعيب زكريا، سيديغ كامانغار ومحمد حسين كريمي، قرر مهتدي للمخاطرة بحياته من أجل تلك الأفكار. في 27 أكتوبر 1969، في اجتماع سري في طهران، روى أنه أصبح عضوًا مؤسسًا لحزب كومله، كانت عضويته وأنشطته مع كومله تحت الأرض تمامًا ولم يتم مشاركتها خارج المجموعة الصغيرة من الأعضاء الناشطين بينما كان يواصل دراسته في الجامعة.

### كردستان في الستينيات
تعرض النشاط السياسي في كردستان للقمع الشديد في الستينيات. حيث لجأ معظم النشطاء السياسيين إلى كردستان العراق مرة أخرى. واصل معظمهم مع الملا مصطفى بارزاني نشاطهم وساهموا في حركة البارزاني ونضالاته. كان شقيق عبد الله الأكبر صلاح الدين مرتبطا بمعظم هذه الحركات في كردستان. بعد فترة اندلع خلاف بين هؤلاء النشطاء السياسيين في كردستان، دفعت هذه الاختلافات مجموعة منهم إلى تنظيم أنفسهم بطريقة جديدة لمحاربة نظام الشاه مرة أخرى. واختارت الجماعة اسم «اللجنة الثورية للحزب الديمقراطي الكردستاني الإيراني». وضمت هذه المجموعة سليمان معيني والملا أفارا وسليمان شريف زاده الذين كانوا على اتصال مباشر مع عائلة مهتدي وخاصة صلاح الدين.
في عام 1967 فقدت الجماعة جميع أعضائها الذين قُتل معظمهم ضد نظام الشاه. في طهران كما في كردستان، كان هناك الكثير من النشاط السياسي السري حيث زار غالبيتهم عائلة مهتدي في طهران. في عام 1968، وقعت حادثة سياهكال في شمال إيران، وهُزِم معظم هؤلاء المقاتلين. كان لهذه الأنشطة أثر كبير في تشكيل عبد الله. أثناء دراسته في جامعة طهران، قرر هو وأصدقاؤه تشكيل أنماط حزب جديد يمكن أن يجهز نفسه للقتال واستخدام تجربة الهزيمة هذه.

## حياة مهنية
أسس مهتدي كومله مع زملائه الطلاب في طهران في أكتوبر 1969. مع بقاء الحزب الجديد على قيد الحياة، يجب على مهتدي وزملائه أعضاء الحزب بذل قصارى جهدهم لإخفاء مسارهم عن أعين السافاك. وقرروا قطع الاتصالات الإضافية التي من شأنها أن تؤدي إلى اعتقالهم، بعد قرار الامتناع عن إجراء مزيد من المناقشات في الأوساط السياسية. لأن عائلة مهتدي كانت معروفة في كل من كردستان وطهران، كانت منازلهم دائمًا مكانًا للمراقبة من قبل سافاك. خلال هذا الوقت، اعتقل صلاح الدين الأخ الأكبر لعبد الله عدة مرات من قبل السافاك لإجبار عبد الله الشاب والمتحمس على مزيد من الحذر وعدم المخاطرة بلا هدف مع كل الأحداث، في هذه الفترة بالضبط كان مهتدي يعلم جيدًا أن نظام الشاه سيتعامل بصرامة مع أي تحرك سياسي قائم من خلال تذكر دروس الحركة الكردية في الستينيات. كان عليهم أن يفكروا في جميع جوانب أنشطتهم وأن يحاولوا كذلك جلب هذا الحزب إلى الجماهير ودعم الجماهير في الحزب، حتى يتمكنوا في الوقت المناسب من شن مسعى مسلح ضد نظام الشاه.

### مهتدي في السبعينيات
على الرغم من كل الجهود المبذولة للحفاظ على السرية، في السبعينيات، تم اعتقال مهتدي ثلاث مرات. مع اعتقاله الأخير حكم على عبد الله بقضاء أكثر من ثلاث سنوات في السجن بسبب نشاطه ضد نظام الشاه. أخيرًا، بعد فشل سافاك في تقديم أي دليل على أفعال مهتدي السياسية أطلق سراحه من السجن حيث كان على حزبه أن يتعامل مع أهم حقبة من عصر ما قبل الثورة الإسلامية في إيران.
بعد إطلاق سراحه النهائي من السجن، كان مهتدي وأصدقاؤه يجتمعون كل أسبوع لمناقشة التقدم المحرز في أجندتهم. اتصلوا بالعديد من الأشخاص والشخصيات لكنهم لم يطلبوا من أي شخص بشكل مباشر الانخراط في المجالات النشطة. أما بالنسبة للوافدين الجدد فقد كانوا يتأكدون من التزامهم قبل مشاركتهم في الحزب مباشرة.
بعد فترة، قرروا أن نشاطهم بين الطلاب يجب أن ينقسم إلى مجموعتين منفصلتين، واحدة نشطة في تبريز والأخرى نشطة في طهران. قامت مجموعة مع عبد الله مهتدي بما في ذلك فؤاد مصطفى سلطاني ومحمد حسين كريمي ومصلح شيخول الإسلامي بتوسيع أنشطتهم في طهران. من خلال هذه العملية تمكن عبد الله وأصدقاؤه من جذب العديد من الأشخاص لتحقيق مكاسب دون جذب انتباه سافاك.
بعد فترة وجيزة، مع وصول أعضاء مثل جعفر شافعي وخاني معيني وإبراهيم علي زاده وفاروق باباميري وعمر الخني زاده وأبو بكر المدارسي وغيرهم، دخلت فترة نشاط مهتدي وأصدقائه مرحلة جديدة. بعدما تمكنوا من توسيع مجال مهامهم في مدن أخرى في كردستان وجذب المزيد من الناس لأنفسهم وفكرتهم الجماعية. وسرعان ما كانت معظم النخب عبر مدن كردستان تأتي جنبًا إلى جنب مع شعارات الأجندة الجديدة. معظم الأشخاص الذين جلبوا معهم كانوا من الطلاب والمدرسين والمهندسين والأطباء والممرضات في كردستان. حيث أصبح هناك أشخاص نشيطون في جميع مدن كردستان تقريبًا. ومع ذلك كان التحدي الذي واجه عبد الله وأصدقاؤه هو كيفية وضع أنفسهم بين جميع طبقات المجتمع الكردي وخاصة العمال والفلاحين. من أجل تحقيق هذا الهدف كان عليهم أن يفهموا حقيقة حياة هذه الطبقة ذاتها من المجتمع الكردي. لذلك وضعوا فكرة بسيطة مفادها «يجب أن نكون مثلهم؛ لنعمل مثلهم، وأن نلبس ونتصرف مثلهم تمامًا في الحياة اليومية». مع هذه الفكرة البسيطة أصبح فهمهم للطبقة العمالية أكثر شمولاً، علاوة على ذلك أصبح بمقدارهم كسب ثقتهم في المسعى القادم ضد نظام الشاه.  
كان مهتدي وأصدقاؤه ينتهجون نفس السياسة تمامًا، حيث يعمل كل منهم في البناء والزراعة وحتى الخبز في قرى ومدن مختلفة في كردستان. تداعيات كل الجهود مكنتهم من خلق جماعة أخوية كبيرة في عموم كردستان. ومن المثير للاهتمام أن سافاك اعتقل عبد الله مهتدي للمرة الثالثة في عام 1974 مع فؤاد مصطفى سلطاني وخان معيني، وكانت شبكة المقاومة الجارية لا تزال تعمل واستمروا في الاتصال بالمنظمات خارج السجن.
في هذا الوقت كان من المقرر أن تجري أحداث مهمة في كردستان العراق مما أثر على ضجة بين مهتدي وأصدقائه. في عام 1975، وُقعت على المعاهدة الجزائرية بين الشاه وصدام حسين، مما أدى إلى
توقف دعم الشاه بخصوص بارزاني، أُجبر بارزاني على القدوم إلى طهران والاستقرار في كرج وبعد ذلك بعام، في عام 1976، قاد مام جلال انتفاضة أخرى ضد صدام حسين وبدأ حرب عصابات ضد صدام. كانت سلاسل العمل تسبب له حاجة ماسة للمساعدة لكن الشاه لم يدعمهم. على الجانب الآخر كان لصدام أيضًا سيطرة كاملة على كردستان العراق وفي الممارسة العملية لم يكن مام جلال يأمل في الحصول على الكثير من المساعدة من شعب كردستان العراق. كان مام جلال ورفاقه يغرقون في التفاوت بعد فترة، لأن البيشمركة خسروا عدة معارك ضد صدام. كانت طرق مساعدة البيشمركة في الاتحاد الوطني الكردستاني تضيق أكثر فأكثر.
من خلال صلاح الدين مهتدي، الأخ الأكبر لعبد الله، أدرك عبد الله وضع مام جلال وأصدقائه في كردستان العراق وشارك على الفور حالة الطوارئ مع كاك فؤاد، الذي كان يعتبر بشكل غير رسمي زعيم الحزب آنذاك. وفي النهاية اتفقوا جميعًا على طلب مساعدة طارئة لجلال طالباني وقوات البيشمركة التابعة له، الأمر الذي أدى في النهاية إلى حملة لجمع تبرعات كثيرة لمام جلال وقوات البيشمركة التابعة له في عموم سكان المدن والقرى. تم إرسال هذه التبرعات إلى مام جلال من قبل جعفر شافعي وسعد فاتندوست. مع مقدار المساعدة منعت هزيمة كارثية ومضت الحركة الكردية العراقية. أما بالنسبة لعبد الله ورفاقه فقد أصبحوا على دراية وثيقة بتجربة الحركة الكردية العراقية التي ساعدتهم كثيرًا في رحلتهم في كردستان الإيرانية. بين عامي 1977 و1978 تأسست كومله رسمياً. في خريف عام 1978، عندما أطلق سراح كاك فؤاد من السجن، قرر مهتدي وأصدقاؤه إعادة تنظيم حزبهم إلى العالم. لذلك التقيا في الخريف في سنندج. لم تكن هذه نهاية نقاشهم حول حزبهم. من أجل أمنهم، أُجبروا على مواصلة تجمعهم في مدينة النقادة. عندما انتهت مناقشاتهم قدمت ثلاثة أعضاء كقادة للمنظمة؛ فؤاد مصطفى سلطاني وعبد الله مهتدي وسعد فاتندست. في وقت لاحق، اُعترف بهذا التجمع باعتباره أول مؤتمر لكومله.

### «الجمعية» في كردستان
في السنوات التي سبقت ثورة 1979، اعتقل نظام الشاه مجموعات كبيرة من النشطاء السياسيين، أصبح من الصعب إدارة الحركات الاجتماعية والسياسية، ولكن لا يزال الطلاب في الجامعات يتظاهرون ويحتجون على سياسات الشاه. عند إطلاق سراحهم من السجن قرر عبد الله مهتدي وكاك فؤاد وخان معيني توسيع منظمتهم تحت اسم «جمعية» التي ترجمتها إلى العربية «الاتحاد». لهذا السبب أقاموا «جمعية» في كل مدن كردستان. في بعض الأحيان أقيمت عدة «جميعة» في المدينة. بدأ المخيم الأول في سنندج تحت مسمى "Jamyat-e- Defa az Azadi va Enqlab". في اللغة العربية تعني: «اتحاد الدفاع عن الحرية والثورة». لقد تمكنوا من تنظيم بئر «الجمعية» وتوفير منبر لهم. وكان لـ «الجمعية» مجلس تنسيقي يتألف أعضاؤه من ممثلين عن كل «جمعية». كما انتخب المجلس مجموعة تنفيذية. هذا المجلس من ثلاثة أعضاء: عبد الله مهتدي، فاروق باباميري وصديق كامنجر. كما كتب صديق كامنجر خطة حكم ذاتي لكردستان عندما كان يمثل «الجمعية».

### الثورة الإيرانية 1979
في ظل غياب الحزب الديمقراطي بين أبناء كردستان، تمكن عبد الله مهتدي ورفاقه من توسيع حزبهم. نظمت كومله معظم المظاهرات ضد نظام الشاه، أولئك الذين تمكنوا من التواصل مع الناس في جميع مدن وقرى وأحياء كردستان تحت اسم «جمعية» يمكنهم بسهولة تنظيم المظاهرات. في إحدى التظاهرات المناهضة للنظام في سقز، أصيب عضو بارز في الحزب يدعى محمد حسين كريمي على يد قوات نظام الشاه، الذي شارك فيها بشكل فاعل. بعد أيام قليلة من الحادث في 17 فبراير 1979، توفي في المستشفى متأثراً بجراحه العميقة. قرر عبد الله مهتدي وأصدقاؤه ألا يختبئوا بعد الآن وبذلك كشفوا عن حزبهم للعلن. من هذا التاريخ فصاعدًا واصلوا نشاطهم السياسي رسميًا تحت اسم حزب كومله الكردستاني الإيراني.
كان محمد أو حمه حسين كريمي من عائلة مشهورة في سقز، حاصل على بكالوريوس في الإلكترونيات من جامعة تبريز وكان مسؤولاً عن جمعية «سقيز». حماه حسين كريمي كان يعمل في البناء في سردشت تحت الاسم المستعار «وسطا صالح». كان من أكثر الشخصيات السياسية نشاطا في كردستان. بعد الثورة مباشرة وجدت كومله دعمًا كبيرًا بين الشباب المتعلمين في المناطق الحضرية الذين اجتذبتهم راديكالية. في هذا الوقت عاد الخميني من منفاه وسط إيران، طهران. سقط نظام الشاه وسُجن معظم رجال الشاه أو هربوا. تم تشكيل العديد من الأحزاب والجماعات السياسية، كان معظمها يدعم الخميني والتفاف حول الخميني. انتصرت الثورة وهرب الملك، ارتبطت جميع مقاطعات إيران تقريبًا بالخميني. وكان من بينها مدن كردية فقط نظرت إلى الخميني وسياساته بتشكك. قررت الأحزاب والنشطاء السياسيون الكردستانيون في كردستان المطالبة بالحكم الذاتي لكردستان من حكومة الخميني المشكلة حديثًا في إيران. لم يقبل الخميني طلب الألم هذا ورفضه بشدة حيث دعا الخميني الكرد والأحزاب الكردية لقبول قيادته والتخلي عن الحكم الذاتي لكردستان. كان على عبد الله وأصدقاؤه الذين عملوا تحت اسم كومله اتخاذ قرار. لم تقبل كومله والأحزاب السياسية الكردية الأخرى طلب الخميني ولم تشارك في الاستفتاء على الدستور. أمر الخميني بالجهاد ضد الشعب الكردي في كردستان، تدفق نظام الخميني على كردستان بكل قواته المسلحة. كانت كومله والأحزاب الكردية الأخرى مستاءة بشدة من تحرك الخميني. قرروا مقاومة القوات المسلحة لنظام الخميني، في المرحلة الأولى هُزمت القوات المسلحة لنظام الخميني. قام نظام الخميني وبحجة أننا نريد التفاوض، بتأخير عدة أشهر حتى يتمكنوا من إعادة تنظيم قواتهم، عندما تمكنوا من تنظيم قواتهم المسلحة هاجموا كردستان مرة أخرى.
في 30 سبتمبر 1979، قُتل كاك فؤاد في حرب مع نظام الخميني، استشهد على يد قوات النظام الإسلامي بين سقز وماريفان. مقتل كاك فؤاد كان له أثر سيئ للغاية على عبد الله. لقد فقد عبد الله أعز أصدقائه، كاك فؤاد، الذي كان مع عبد الله مهتدي منذ تأسيس كومله عام 1969، قد تم اغتياله. كان لمقتل كاك فؤاد أثر سيء على كل تنظيمات كومله، فقد كومله أحد أكبر قادته.
خلال الفترة 1979-1980، قاتلت كومله إلى جانب مجموعة مسلحة كردية إيرانية رئيسية أخرى، هي الحزب الديمقراطي الكردستاني الإيراني. كانت الانتفاضة رداً على موجة القومية الكردية التي أعقبت الثورة الإيرانية وهي فرصة متصورة لاكتساب المزيد من الحكم الذاتي غير المتاح في عهد الشاه، والفوضى النسبية والفوضى التي أحاطت بتأسيس الجمهورية الإسلامية، فضلاً عن الانتفاضات المسلحة الأخرى ضد الجمهورية الإسلامية الملالي. تم استبعاد الكرد فعليًا من الدستور الجديد مع عدم وجود نص للحكم الذاتي. بدأت الانتفاضة في مارس 1979 عندما استولى الكرد على ثكنات الشرطة والجيش في بلدات سنندج، بافيه، ديفاندرة، سقز، ومهاباد. ثم تحولت إلى انتفاضة واسعة النطاق عبر المناطق ذات الأغلبية الكردية الشمالية الغربية في إيران، مما أدى إلى قمع وحشي ومقتل ما يقرب من 6.200 كردي.
في عام 1983، قرر كومله مع الأحزاب والجماعات اليسارية في إيران، إنشاء الحزب الشيوعي الإيراني. وكان من أبرز الأشخاص الذين دعواهم منصور حكمت. بعد العديد من الاجتماعات والمؤتمرات تمكنوا من تأسيس الحزب الشيوعي الإيراني. أصبح عبد الله المهتدي زعيم كومله، أمينها العام. أصبح زعيم الحزب الشيوعي الإيراني. بهذه الطريقة، أرادوا إيجاد حلفاء في إيران لكومله.
في عام 1988، توصل عبد الله مهتدي وأصدقاؤه إلى نتيجة مفادها أن تأسيس الحزب الشيوعي فشل في تحقيق أهدافه. لقد أرادوا إعادة النظر بشكل أساسي في الحزب الشيوعي. آنذاك كان عبد الله ينتقد الحزب الشيوعي.

### حزب كومله
وانقسمت المجموعة مرة أخرى في عام 2000. فرع واحد، حزب كومله الاشتراكي الديموقراطي الإيراني والذي يطلق على نفسه أيضًا اسم كومله، لا يزال ديمقراطيًا اجتماعيًا. قبل بضع سنوات تعرض مهتدي لانتقادات جدية لسياسات الحزب الشيوعي الإيراني وانتقد مرة أخرى سياسات هذا الحزب. لم يتم النظر إلى هذه الانتقادات بشكل إيجابي في الحزب الشيوعي، مما أدى إلى انقسامات حادة داخل الحزب. بعد محادثات طويلة، اضطر مهتدي ورفاقه إلى ترك الحزب الشيوعي الإيراني وإحياء كومله بشعار إعادة بناء كومله. حينها، حاول عبد الله وأصدقاؤه في إعادة إعمار كومله اتخاذ مسار واقعي من خلال انتقاد ماضيهم، لذلك بدأت الاصلاحات في الحزب واستطاعوا في وقت قصير جدا أن يعيش معهم كثير من الناس داخل وخارج كردستان.
اشتبكت كومله مع القوات الإيرانية لكنها استخدمت مقاتلي البيشمركة بشكل أساسي منذ التسعينيات للدفاع عن معسكرات التدريب والمستوطنات الكردية في العراق. انضم بعض مقاتليه إلى القتال ضد داعش في العراق عام 2014.
على مدى السنوات القليلة الماضية، تولى مهتدي وحزبه (حزب كومله الكردستاني الإيراني) زمام المبادرة في محاولة توحيد هذه المجموعات المختلفة وراء فكرة استبدال نظام الملالي في إيران بحكومة اتحادية لامركزية يحمي دستورها حقوق أقليات الإثنية في البلاد.
كومله الإيرانية، التي تطلق على نفسها أيضًا اسم كومله، تصف نفسها بأنها حزب أقرب إلى المثل العليا للديمقراطيين الاجتماعيين.

## المشاركات
منشئ حزب كومالا (1969)
اللجنة المركزية للكوملة (1979)
أمين عام كومالا (1980)
أمين عام الحزب الشيوعي (1983)
أمين عام كومالا (2000)
أمين المجلس الانتقالي في إيران (2019)

## كتب
1. مقدمه ای بر گسست وگذار نسخة محفوظة 12 ديسمبر 2020 على موقع واي باك مشين.
2. شۆرش لە سەردەمی نوێدا